# فرانسیس مک لاکلین-جیل
فرانسیس مک لاکلین-جیل (انگلیسی: Frances McLaughlin-Gill; ۲۲ سپتامبر ۱۹۱۹ – ۲۳ اکتبر ۲۰۱۴) عکاس اهل ایالات متحده آمریکا بود.